# Кроз капије сребрног кључа
„Кроз капије сребрног кључа” (енгл. Through the Gates of the Silver Key) је приповетка америчких писаца Хауарда Филипса Лавкрафта и Е. Хофмана Прајса, написана између октобра 1932. и априла 1933. године. Наставак је Лавкрафтове приповетке „Сребрни кључ” и део је низа прича усредсређених на лик Рандолфа Картера. Објављена је у јулу 1934. у часопису Weird Tales.

## Радња
На састанку на коме се одлучује о судбини имања Рандолфа Картера (које је држано у повереништву након његовог нестанка), мистериозни Свами Чандрапутра, који носи необичне рукавице и огртач, прича Картеровим познаницима његову коначну судбину. Он објашњава да је након што извршења ритуала сребрни кључ одвео Картера до Спољног проширења, царства које превазилази простор-време, транспортујући га кроз космичку структуру познату као Прва капија. Тамо је Картер срео Древне, групу мистичних бића предвођених 'Умр ат-Тавилом, опасним бићем на које се упозорава у Некрономикону, где се тврди да се они који се са њим суоче никада не враћају. 'Умр ат-Тавил нуди Картеру прилику да зарони дубље у космос; након што Картер прихвати, Древни се манифестују и отварају структуру познату као Крајња капија, која га води у бесконачну празнину.
Картер, сада сведен бестелесног аспекта себе, наилази на ентитет за који се имплицира да је Јог-Сотот. Ово биће објашњава да су сва свесна бића аспекти много већих бића, која постоје изван традиционалног модела три димензије. Сам Картер, и сви бесконачни просторно-временски континууми, су аспект овог конкретног бића, Врховног Архетипа, састављеног од највећих мислилаца универзума. Ентитет, за кога се чини да је поносан на Картерова достигнућа, нуди да му испуни жељу у вези са многим аспектима чији је део. Картер објашњава да би волео да зна више о аспектима одређене давно изумрле расе на далекој планети, Јадиту, којој непрестано прете монструозни Доли. Последњих неколико месеци упорно је сањао о Јадиту. Врховни Архетип то постиже преносећи Картерову свест у тело једног од његових аспеката у тој раси, чаробњака Зкаубе, али не пре него што је Картера упозорио да запамти све његове симболе и обреде. Картер арогантно верује да ће само сребрни кључ остварити ово, али убрзо се испоставило да је Картерова жеља била грешка; не може да побегне и заробљен је у Зкаубином телу. Ова два бића сматрају једно другом одбојним, али су сада заробљена у истом телу, повремено мењајући доминацију над телом.
Након дугог заробљеништва на Јадиту, Картер проналази средство за потискивање ванземаљског ума помоћу дрога, а затим користи њихову технологију, заједно са сребрним кључем да се врати и у садашњост и на Земљу, где Картер може да преузме свој рукопис са симболима који су му потребни да поврати своје првобитно тело. Када је Картер пронашао рукопис одмах је контактирао Свамија Чандрапутру, дајући му упутства да оде на састанак и каже да ће ускоро доћи да поврати своје имање. Након што Свами заврши причу, један од присутних, адвокат Аспинвол (који је Картеров рођак), оптужује Свамија да је испричао лажну причу у покушају да приграби имање, тврдећи да је он нека врста прерушеног преваранта. Док Аспинвол покушава да свуче Свамијево лице и браду налик на маску, открива се да Свами уопште није човек, већ Картер, који је још увек заробљен у Зкаубином одвратном телу. Остали сведоци не виде Картерово/Зкаубино право лице, али Аспинвол доживљава фатални срчани удар. Сукоб је довео до тога да се Зкаубин ум поново утврди, а ванземаљски чаробњак улази у необични сат у облику ковчега (за који се претпоставља да је Картерово/Зкаубино превозно средство до Земље) и нестаје.
Прича се завршава нејасним постскриптумом, у коме се нагађа да је Свами био само обичан криминалац који је хипнотисао присутне да побегну. Међутим, наводи се у постскриптуму, неки детаљи приче чине се језиво тачним.

## Инспирација
Е. Хофман Прајс написао је у мемоарима 1944. године: „Једна од мојих омиљених Лавкрафтових прича била је, и још увек јесте, 'Сребрни кључ'. Када сам му испричао о задовољству које сам имао читајући га, предложио сам наставак како бих објаснио дешавања са [протагонистом] Рандолфом Картером након његовог нестанка.” Након што је убедио наводно невољног Лавкрафта да пристане на сарадњу на таквом наставку, Прајс је написао нацрт од 6.000 речи у августу 1932; априла 1933, Лавкрафт је направио верзију од 14.000 речи која је, према Прајсовој процени, оставила непромењеним „мање од педесет мојих оригиналних речи”, иако Енциклопедија Х. Ф. Лавкрафта извештава да је Лавкрафт „задржао што је могуће више Прајсових концепција, као и неке елементе његовог језика”. Тако многе централне идеје приче попут 'Умр ат-Тавила, говора о математичким основама и вишеструким аспектима Рандолфа Картера кроз време и простор потичу од Прајса, који је био добро упознат са идејама новоплатонизма, теозофије и окултизма. Чак је и цитат из Некрономикона углавном потекао од стране Прајса, иако је наведен више лавкрафтовским језиком. Међутим, подзаплет о Јадиту био је у потпуности Лавкрафтова идеја. Приче Хофмана Прајса биле су оријенталне, а 'Умр ат-Тавил је био само Арапин који је имао натприродно дуг живот у његовом нацрту.
У сваком случају, Прајс је био задовољан резултатом, написавши да је Лавкрафт: „Наравно био у праву што је одбацио све осим основног. Могао сам само да се чудим што је толико направио од мог неадекватног и неспретног почетка.” Приповетка се појавила под именима обојице аутора у издању часописа Weird Tales из јула 1934; Прајсов нацрт је објављен под насловом „Господар илузије” у десетом броју фанзина Crypt of Cthulhu 1982. године.
Едвард Гимонт је сматрао да је утицај на приповетку имао роман The Star Rover Џека Лондона из 1915. године.

## Пријем
Проучавалац Лавкрафта, Вил Мари, рекао је о приповеци: „Као дансенијевска фантазија, сарадња Прајса и Лавкрафта је неуспешна; као прича у Ктулу митовима, она је богата идејама, али необично разблажена.” У књизи Хиљаду висоравни, Жил Делез и Феликс Гватари назвали су приповетку једним од Лавкрафтових ремек-дела.